# Tom Marqvertsen
 Der er for få eller ingen kildehenvisninger i denne artikel, hvilket er et problem. Du kan hjælpe ved at angive troværdige kilder til de påstande, som fremføres i artiklen.

Tom Marqvertsen (født 1947) er en tidligere dansk atlet. Han var medlem af Fremad Holbæk.

## Danske mesterskaber
- Guld 1971 400 meter 48,6
- Guld 1970 400 meter 48,5
- Guld 1969 400 meter 49,6

Danske juniormesterskaber -20 år
- Guld 1966 400 meter 49,6